# Bad Hönningen
Bad Hönningen là một đô thị thuộc huyện Neuwied, trong bang Rheinland-Pfalz, phía tây nước Đức. Đô thị Bad Hönningen có diện tích 20,09 km², dân số thời điểm ngày 31 tháng 12 năm 2006 là 5711 người. Đô thị nằm bên hữu ngạn sông Rhine, cự ly khoảng 15 km (10 mi) northwest of Neuwied, và 30 km (20 mi) về phía đông nam của Bonn.
Bad Hönningen là thủ phủ của Verbandsgemeinde ("đô thị tập thể") Bad Hönningen. 
Thị xã có ba khu phố có tên Ariendorf, Girgenrath và Reidenbruch.
Thị xã có toà lâu đài Schloss Arenfels xây trong thời gian 1258/59 bởi "Gerlach von Isenburg".